# Сен-Дені-Ланнере
Сен-Дені-Ланнере (фр. Saint-Denis-Lanneray) — муніципалітет у Франції, у регіоні Центр — Долина Луари, департамент Ер і Луар. Сен-Дені-Ланнере утворено 1 січня 2019 року шляхом злиття муніципалітетів Ланнере i Сен-Дені-ле-Пон. Адміністративним центром муніципалітету є Сен-Дені-ле-Пон. Населення — 2129 осіб (01.01.2021).